# Novosedlice
Novosedlice település Csehországban, Teplicei járásban. Novosedlice Proboštov, Dubí és Teplice településekkel határos. Lakosainak száma 2157 fő (2024. január 1.).

## Népesség
A település lakosságának változását az alábbi diagram mutatja:
| Lakosok száma | 363  | 1249 | 4642 | 3076 | 2491 | 2154 | 2156 | 2152 | 2122 | 2157 |
|               | 1869 | 1890 | 1921 | 1950 | 1980 | 2001 | 2017 | 2019 | 2022 | 2024 |